# رودریگو چاوز روبلس
رودریگو چاوز روبلس (انگلیسی: Rodrigo Chaves Robles؛ زادهٔ ۱۰ ژوئن ۱۹۶۱) سیاست‌مدار اهل کاستاریکا است که در پی انتخابات سراسری کاستاریکا به ریاست جمهوری این کشور انتخاب شد. وی قبلا وزیر دارایی کاستاریکا بود و در سال ۲۰۲۲ جانشین کارلوس الورادو کسادا به عنوان چهل و نهمین رئیس جمهور این کشور شد.